# 1,2,4-ブタントリオールトリナイトレート
1,2,4-ブタントリオールトリナイトレート（1,2,4-Butanetriol trinitrate、BTTN）は、軍事用プロペラントに使われる化合物である。無色または茶色の爆発性の液体である。

## 用途
BTTNはアメリカのヘルファイアを含むすべての一段階ミサイルに使われている。ニトログリセリンと比べて熱や衝撃に強く爆発性も低いため、その代替物として期待されている。BTTNはプロペラントに用いられるときはしばしばニトログリセリンと混合して用いられる。この混合物は1,2,4-ブタントリオールとグリセロールを同時に硝酸化させることで作られる。また、BTTNはいくつかのニトロセルロースを元にしたプロペラントの可塑剤としても使われる。